# 全米研究評議会
全米研究評議会（ぜんべいけんきゅうひょうぎかい、United States National Research Council ; NRC）は、1916年に設立されたアメリカ合衆国の学術機関である。アメリカ研究審議会、米国研究協議会、米国調査研究評議会、全米研究委員会の日本語訳もある。
全米科学アカデミー（National Academy of Sciences：1863年設立）、全米技術アカデミー（National Academy of Engineering：1964年設立）、全米医学アカデミー（National Academy of Medicine：1970年設立）の実働部隊であり、これら3組織とともに全米アカデミーズ（United States National Academies ; National Academy Complex）を構成する。
事務局所在地はワシントンD.C.。